# Fontioso
Fontioso ist ein Ort und eine Gemeinde (municipio) mit 54 Einwohnern (Stand: 2024) im Zentrum der Provinz Burgos in der Autonomen Gemeinschaft Kastilien und León. Fontioso liegt in der Comarca Arlanza. Das hiesige Weinbaugebiet ist ebenfalls der Denomination Arlanza zugeordnet. Zur Gemeinde gehört die Ortschaft Granja Guimara.

## Lage und Klima
Die Gemeinde Fontioso liegt etwa 50 Kilometer südlich der Provinzhauptstadt Burgos in einer Höhe von ca. 965 m. Durch die Gemeinde führt die Autovía A-1. Das Klima ist gemäßigt bis warm; Regen (ca. 602 mm/Jahr) fällt übers Jahr verteilt.
| Jahr      | 1857 | 1900 | 1950 | 2000 | 2017 | 2021 |
| Einwohner | 191  | 118  | 105  | 80   | 56   | 50   |

## Sehenswürdigkeiten
- Columba-Kirche (Iglesia de Santa Columba)
- Einsiedelei Nuestra Señora del Olmo
- altes Empfangsgebäude des Bahnhofs

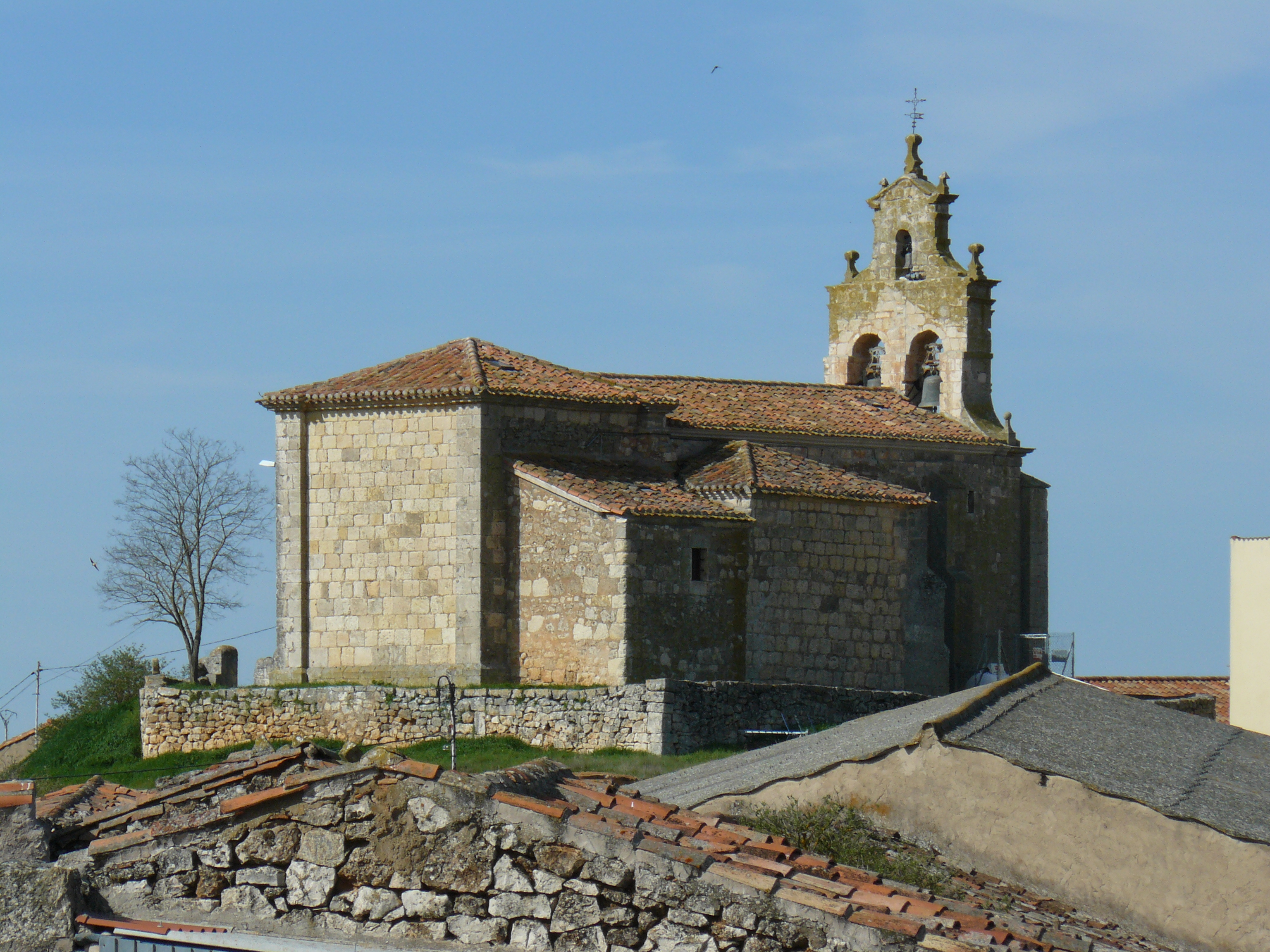
Columba-Kirche
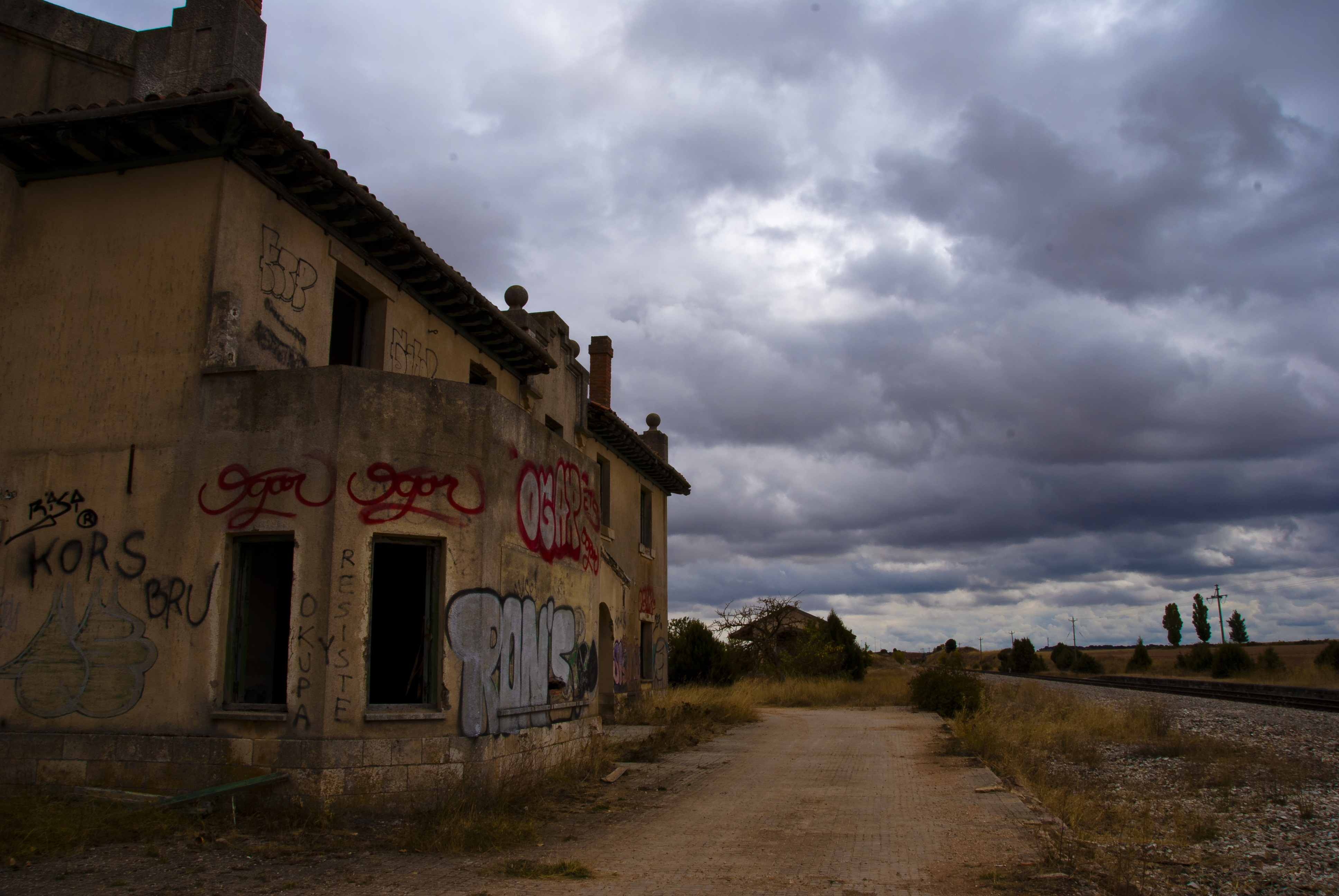
Empfangsgebäude des Bahnhofs